# Cromozomul uman 11
Cromozomul 11 este unul dintre cele 23 de perechi de cromozomi umani, anume un autozom. Oamenii au în mod normal două copii al acestuia. Cromozomul 11 are o anvergură de aproximativ 134,5 milioane nucleotide în perechi (materialul de bază pentru ADN), și reprezintă între 4% și 4,5% din totalul de ADN din celule. Este cromozomul cel mai bogat în gene, dar și boli, din întregul genom uman. 
Identificarea genelor la fiecare cromozom este un domeniu activ al cercetării genetice. Datorită diferitelor tactice folosite de cercetători pentru a prezice numărul de gene pentru fiecare cromozom, acesta variază. Cromozomul 11, cel mai probabil, conține între 1.300 și 1.700 de gene.